# سيمون بيلي
سيمون بيلي (بالإنجليزية: Simon Bailey)‏ هو كاهن أنجليكاني بريطاني، ولد في 16 يونيو 1955 في هاليفاكس في المملكة المتحدة، وتوفي في 27 نوفمبر 1995 في Dinnington, South Yorkshire ‏ في المملكة المتحدة.